# Adolphe Seyboth
Adolphe ou Adolph Seyboth, né à Strasbourg le 30 août 1848 et décédé dans la même ville le 7 septembre 1907, est un érudit alsacien, licencié en droit, docteur en philosophie, historien de la ville de Strasbourg et conservateur de musées, également illustrateur et caricaturiste.

## Œuvres

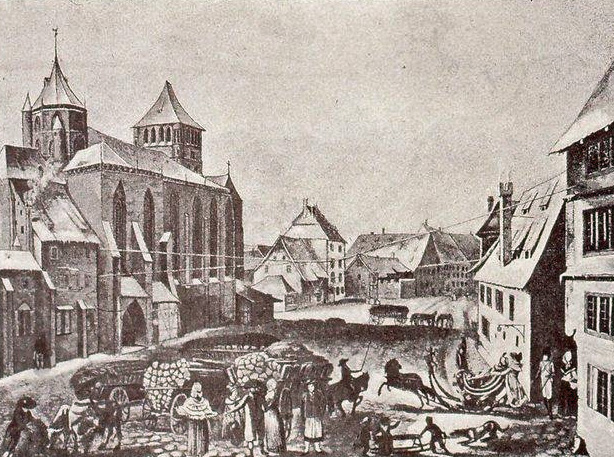
La place Saint-Thomas vue par Adolphe Seyboth (1891)

- Costumes des femmes de Strasbourg (XVIIe et XVIIIe siècles). 46 planches, dessinées d'après des documents de l'époque, 1880
- Costumes strasbourgeois (hommes) (XVIe, XVIIe et XVIIIe siècles). 54 planches dessinées d'après des documents de l'époque, 1881
- Strasbourg historique et pittoresque depuis son origine jusqu'en 1870, 1894 (avec des illustrations de Abert Koerttgé et Emile Schweitzer)[1]
- Das alte Strassburg, vom 13. Jahrhundert bis zum Jahre 1870, 1881

## Hommages
Une rue de Strasbourg, la rue Adolphe-Seyboth, qui relie la Grand-Rue au quai Turckheim porte son nom.